# 杰瑞·约斯特
杰瑞·约斯特（英語：Jerry Jost，？—2014年12月30日）美国音频工程师。他曾因电影转折点提名奥斯卡最佳音响效果奖。

## 部分影视作品
- 转折点（英语：The Turning Point (1977 film)） (1977)